# Linea C5 (Cercanías di Madrid)
La linea C5 delle Cercanías di Madrid collega la stazione di Móstoles-El Soto con quella di Humanes. La linea è stata inaugurata nel 1976 come linea C6 ma, nel 1980, viene inaugurata la linea attuale.
Oltre a Madrid, la linea serve anche i comuni di Humanes de Madrid, Fuenlabrada, Leganés, Alcorcón e Móstoles.
Si tratta di una linea semicircolare perché, malgrado i due capolinea si trovino a sud della metropoli, la linea passa per la stazione di Madrid-Atocha (corrispondenza con le altre linee di Cercanías).

## Storia della linea
Nel 1976, sui binari dell'antica linea Madrid-Almorox, viene inaugurata la linea C6, che all'epoca collegava Aluche con Móstoles ed era lunga 11 km.
Nel 1980, viene inaugurata l'attuale linea C5, che collegava Atocha con Fuenlabrada ed era lunga 20 km.
Nel 1983, la linea C6 viene prolungata fino a Móstoles-El Soto.
Nel 1984, la linea C6 viene estesa fino a Laguna.
Nel 1989, vengono inaugurate 4 nuove stazioni: Méndez Álvaro, Doce de Octubre, Orcasitas e Puente Alcocer, che nella linea C5 sostituiscono Villaverde Bajo (ora in servizio per le linee C3 e C4). Contemporaneamente, il tratto tra Laguna e Atocha viene inaugurato grazie ad una nuova stazione della linea C6: Embajadores.
Nel 1991, il tratto della linea C6 tra Atocha e Móstoles viene integrata nella linea C5, che diventa linea unica a tutti gli effetti.
Nel 2001, le stazioni di Móstoles, Alcorcón, Cuatro Vientos, Leganés e Fuenlabrada vengono ristrutturate per permettere la corrispondenza con la metropolitana di Madrid, soprattutto con la MetroSur.
Nel 2003, viene inaugurata la stazione di Las Retamas, ad Alcorcón.
Nel 2004, viene inaugurata la stazione di Parque Polvoranca, a sud di Leganés.

## Stazioni
- Móstoles-El Soto
- Móstoles (Móstoles Central )
- Las Retamas
- Alcorcón (Alcorcón Central )
- San José de Valderas
- Cuatro Vientos (Cuatro Vientos )
- Las Águilas
- Maestra Justa Freire-Polideportivo Aluche
- Aluche (Aluche )
- Laguna (Laguna )
- Embajadores (Embajadores  e Acacias )
- Atocha         (Atocha )
- Méndez Álvaro    (Méndez Álvaro )
- Doce de Octubre
- Orcasitas
- Puente Alcocer
- Villaverde Alto  (Villaverde Alto )
- Zarzaquemada
- Leganés  (Leganés Central )
- Parque Polvoranca
- La Serna
- Fuenlabrada  (Fuenlabrada Central )
- Humanes